# Jean Duplessis-Bertaux
Pour les articles homonymes, voir Duplessis et Bertaux.
Jean Duplessis-Bertaux est un dessinateur, illustrateur et graveur au burin français, né en 1750 et mort le 29 septembre 1818 à 68 ans,.

## Biographie
Jean Duplessis-Bertaux serait né à Paris, soit, selon le Bénézit et Henri Beraldi, en 1747, soit, selon la Bibliothèque nationale de France, en 1750. Protégé de Charles-Nicolas Cochin qui le fait pensionner par le roi, il devient l'élève de Joseph-Marie Vien pour le dessin, puis de Jacques-Philippe Le Bas pour la gravure, et signe la plupart de ses travaux « Duplessi-Bertaux ».
Il produit de nombreuses planches relatives aux voyages en Grèce, en Italie et en Égypte du comte de Choiseul-Gouffier (1782). Il participe tant au dessin qu'à la gravure des planches de la Galerie du Palais Royal dirigée par Jacques Couché (1786-1808).
Il a donné les Scènes de la Révolution auxquelles il avait lui-même pris part, Les Métiers de Paris, les Cris de Paris, et les Campagnes de Napoléon en Italie, d'après Carle Vernet, estampes qui furent en vogue.
Il expose au Salon de 1795 à 1805.
Il a travaillé sur certaines planches avec d'autres graveurs, tels Jean-Louis Delignon, Edme Bovinet, Charles-Louis Lingée et Jean-Baptiste-Michel Dupréel, que ces derniers ont parfois terminé. Il a gravé sous le Directoire des documents financiers.
Il est aussi l'auteur de gravures licencieuses (parfois non-signées puis réattribuées), rééditées à la fin du XIXe siècle.
Jean Duplessi-Bertaux meurt le 29 septembre 1818 à 68 ans,.

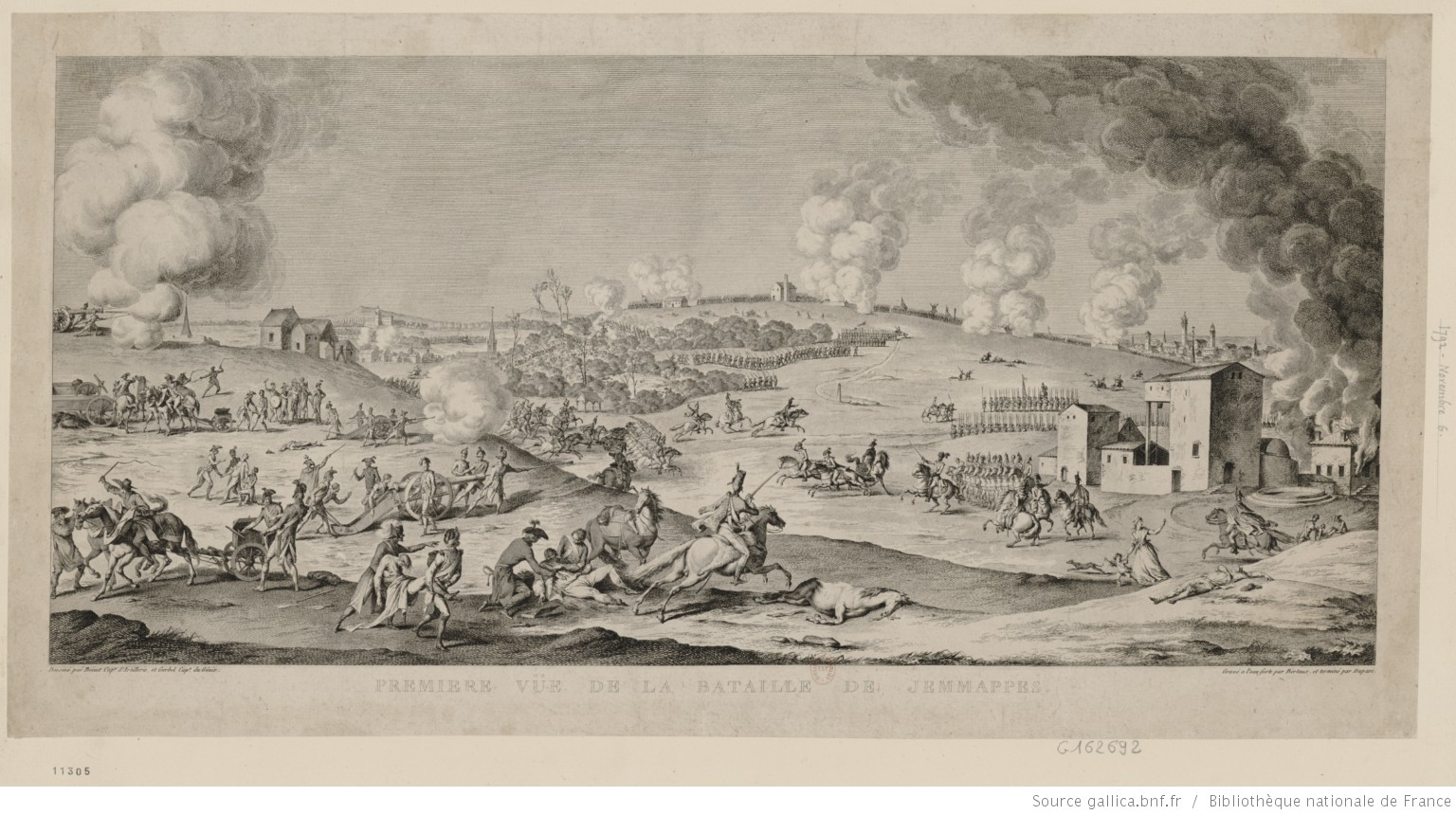
La bataille de Jemappes, dessin de Duplessis-Berteaux gravé par Marie-Alexandre Duparc.
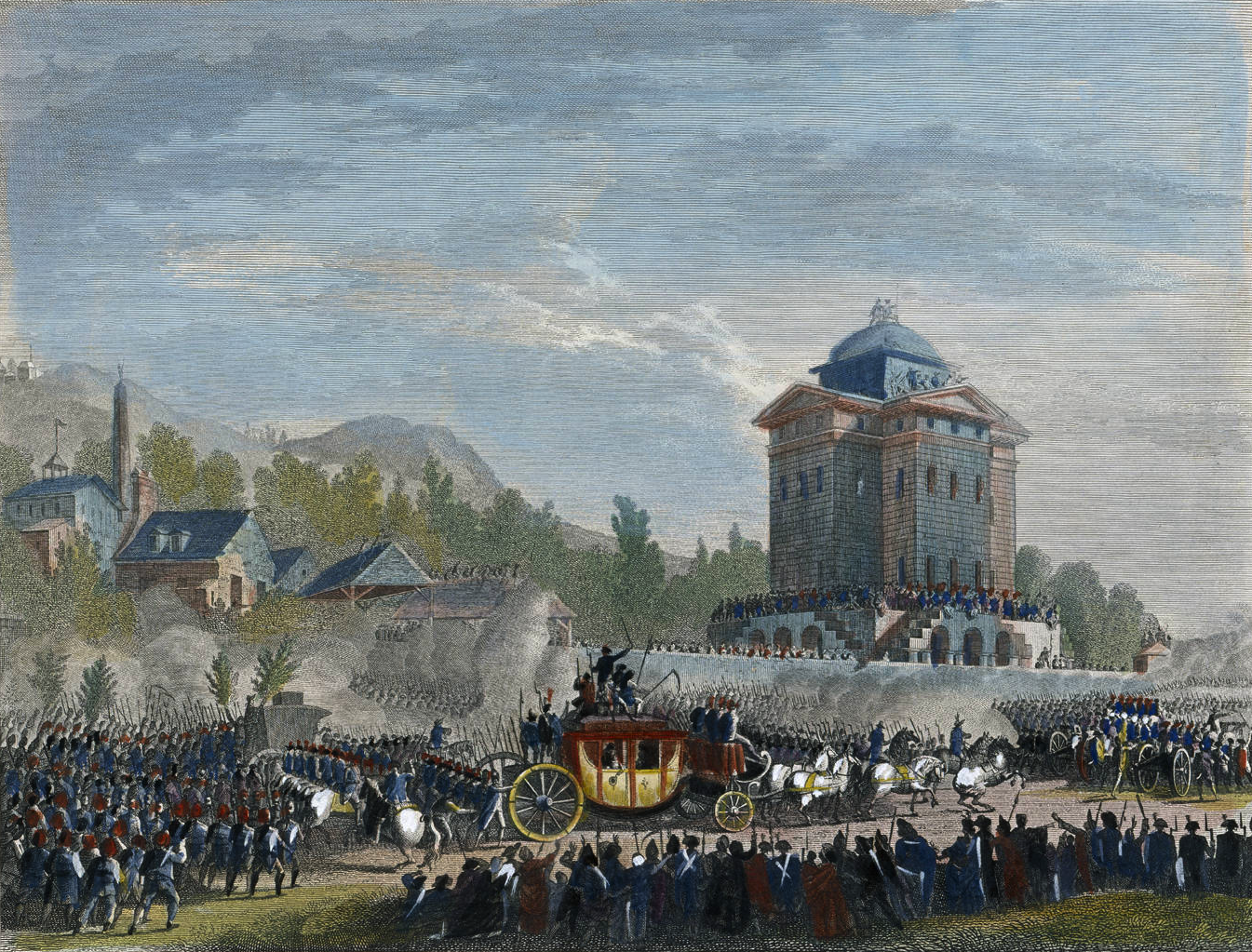
Retour de Varennes - Arrivée de Louis XVI à Paris d'après un dessin de Jean-Louis Prieur (1791).